# Črešnjevec pri Oštrcu
Črešnjevec pri Oštrcu (pronuncia [ˈtʃɾeːʃnjɛʋəts pɾi ɔˈʃtəɾtsu]) è un insediamento (naselje) di 24 abitanti, della municipalità di Kostanjevica na Krki nella regione statistica della Oltresava Inferiore in Slovenia.
L'area faceva tradizionalmente parte della regione storica della Bassa Carniola, ora invece è inglobata nella regione della Oltresava Inferiore.

## Origini del nome
Il nome dell'insediamento è cambiato da Črešnjevec a Črešnjevec pri Oštrcu nel 1953. In passato il nome tedesco era Kerschdorf.